# 勝島
勝島（日语：／ Katsushima */?）是東京都品川區與陸地連接的人工島，也是同區地名。填海地地名為京濱第1區埋立地。設有一丁目至三丁目。2013年（平成25年）8月1日的人口有2,208人。面積約0.85平方公里。

## 地理
位於品川區東南部。地域北部與西北部接勝島運河，為品川區東大井町界。地域東部接京濱運河，為品川區八潮町界。地域南部は接勝島南運河，為大田區平和島町界。地域西部鄰品川區南大井。
地域中央附近有東西向的競馬場通通過。地域西部有南北向的海岸通通過。海岸通上是首都高速1號羽田線，設有勝島出入口。東部沿岸的京濱運河上有東京單軌電車羽田線，設有大井競馬場前站。
地域北部有鮫洲橋通往東大井，地域東部有勝島橋通往八潮。地域西部有新濱川橋通往南大井，現在運河以填埋成為公園，使得勝島與陸地相連。
北部的一丁目是倉庫與各企業的配送中心、集合住宅。南部的二丁目為大井競馬場及相關設施。西部的三丁目原是勝島運河的一部分，現已填埋為公園（品川區立品川區民公園）。

## 歷史
原為京濱1區埋立地。1943年（昭和18年）成立勝島町，1964年（昭和39年）實施新住居表示為現行的勝島。

### 地名由來
1939年開始進行填海工程，因當時期望日中戰爭勝利而取名「勝島」。

## 年表
- 1939年1月31日 - 京濱第1區埋立地取得許可。事業機關為東京都。
- 1942年3月26日 - 部分完成。
- 1943年 - 命名為「勝島」（當時的海軍省命名）。
- 1949年11月12日 - 竣工。但之後仍繼續擴地。
- 1950年9月 - 大井競馬場完工。
- 1964年1月1日 - 島內的町名從「勝島町」改為現在的勝島。
- 1964年7月14日 - 當地倉庫發生火災，造成19名消防員死亡。（品川勝島倉庫爆炸火災）
- 1987年 - 三丁目的品川區民公園開園。

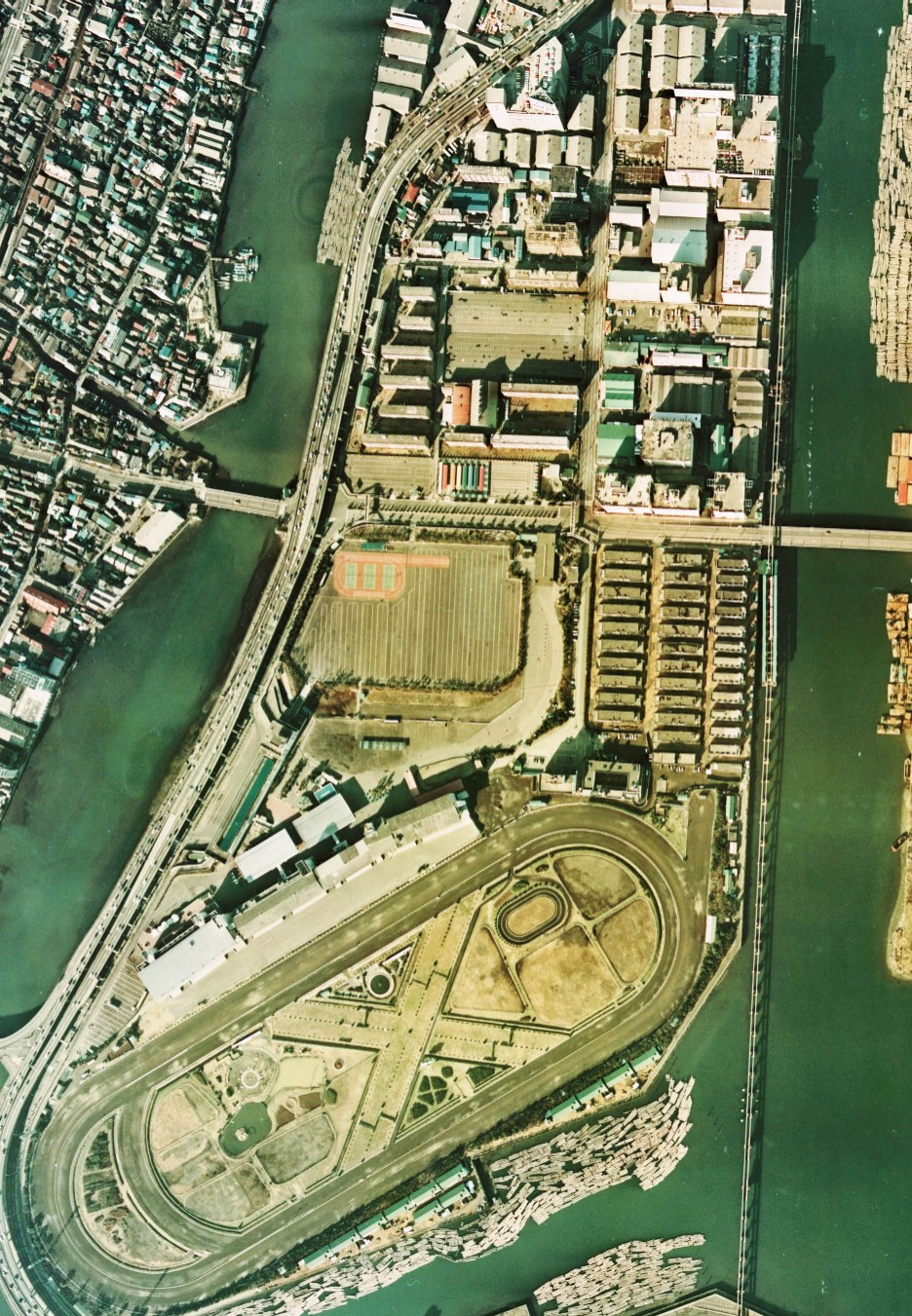
1974年勝島附近的空照圖。尚未有品川區民公園，仍是獨立的島。
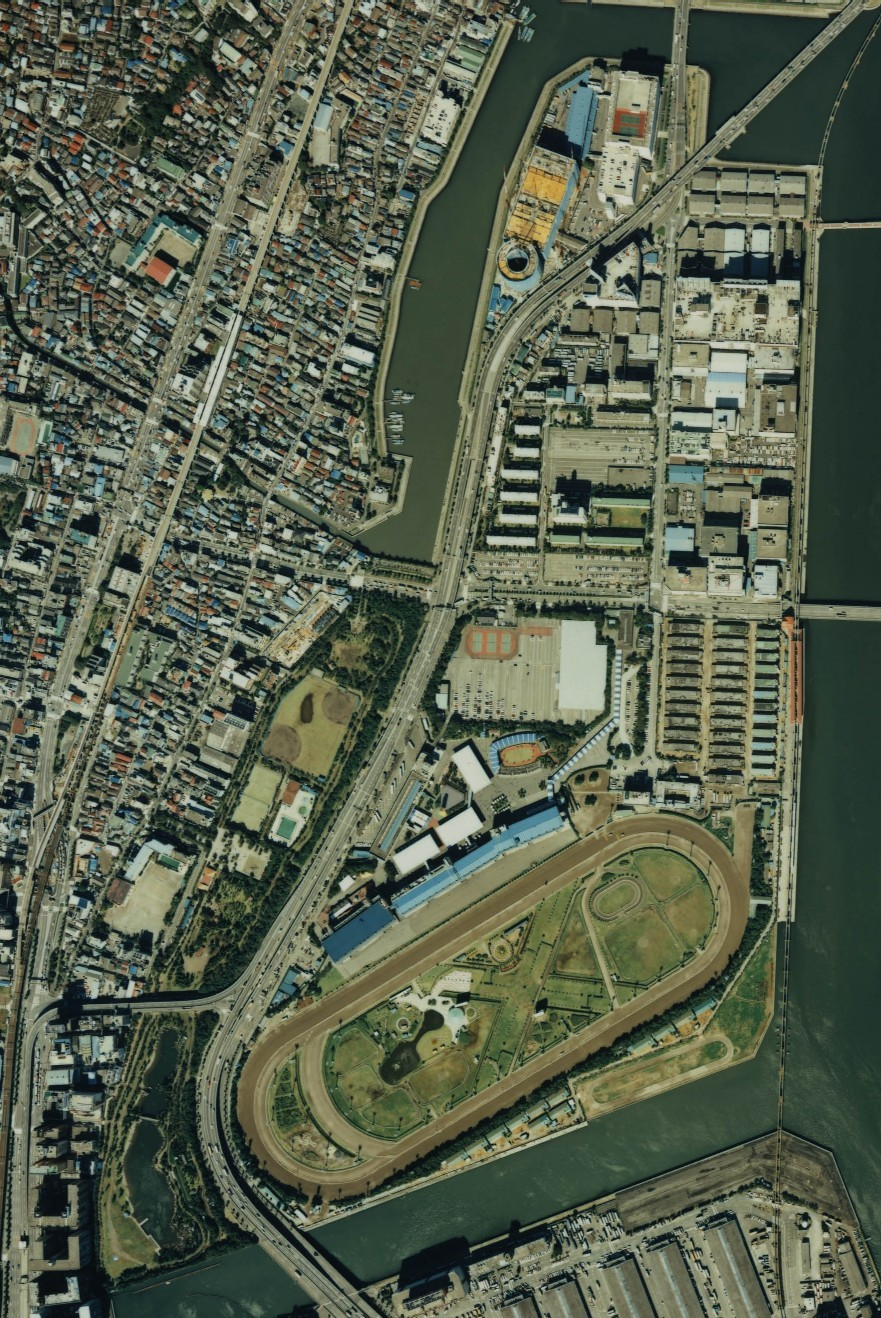
1989年勝島附近的空照圖。西部的品川區民公園完成。

## 主要設施

### 勝島一丁目
- 寶組勝島倉庫
- 佐川急便
- 警視廳第六機動隊
- WiRA大井

### 勝島二丁目
- 大井競馬場

### 勝島三丁目
- 品川區立品川區民公園
- 品川水族館（品川區民公園內）

## 交通
町內有東京單軌電車羽田線大井競馬場前站，也可利用品川站發車的都營巴士。此外，西部可利用京急本線立會川站。大井競馬場、品川區民公園設有往大森站、大井町站的接駁巴士。

## 備註
1. ↑  .   [2013年8月7日]. （原始内容存档于2014年2月23日）.